# Pseudhammus albovariegatus
Pseudhammus albovariegatus är en skalbaggsart som beskrevs av Stefan von Breuning 1954. Pseudhammus albovariegatus ingår i släktet Pseudhammus och familjen långhorningar. Inga underarter finns listade i Catalogue of Life.